# Wend von Wietersheim
Wend von Wietersheim född 18 april 1900 i Neuland, Schlesien död 19 september 1975 i Bad Honnef, Nordrhein-Westfalen var en tysk militär. Han befordrades till generalmajor 1 november 1943 och till generallöjtnant 1 juni 1944. Han tilldelades Riddarkorset av järnkorset med eklöv och svärd 26 mars 1944.

## Befäl
- 1. Kradschützen-Bataillon mars 1940 – 1 april 1941 (mc-skyttebataljon)
- 113. Schützen-Regiment  20 juli 1941 - ?
- 11. Panzer-Division 10 augusti 1943 – 10 april 1945
- XXXXI. Panzerkorps 10 april – 19 april 1945